# (22948) Maidanak
(22948) Maidanak est un astéroïde de la ceinture principale.

## Description
(22948) Maidanak est un astéroïde de la ceinture principale. Il fut découvert le 2 octobre 1999 à la station Anderson Mesa par le programme LONEOS. Il présente une orbite caractérisée par un demi-grand axe de 2,64 UA, une excentricité de 0,13 et une inclinaison de 14,5° par rapport à l'écliptique.

## Compléments